# Evolvulus aurigenius
Evolvulus aurigenius är en vindeväxtart som beskrevs av Carl Friedrich Philipp von Martius. Evolvulus aurigenius ingår i släktet Evolvulus och familjen vindeväxter. Utöver nominatformen finns också underarten E. a. viscidulus.